# Bam Thwok
"Bam Thwok" é um single de 2004 exclusivo para download da banda de rock alternativo norte-americana Pixies. A canção foi escrita e cantada pela baixista Kim Deal e lançada exclusivamente na iTunes Music Store a 15 de junho de 2004. O seu lançamento foi um sucesso comercial, estreando-se na liderança do primeiro lançamento da UK Download Chart. "Bam Thwok" é a primeira gravação da banda desde Trompe le Monde de 1991, e até 2009 é também a única gravação original desde a reunião do grupo em 2004.
"Bam Thwok" foi originalmente composta para o filme Shrek 2, mas não foi seleccionada para a banda sonora final. A letra da canção apresenta uma natureza surrealista e non-sense típica da banda. A inspiração de Deal foi retirada de um livro infantil que encontrou numa rua em Nova Iorque. O principal tema de "Bam Thwok" é "mostrar boa vontade a todos". Contudo, recebeu uma recepção mista dos fãs, devido em parte a um solo de órgão que surge a meio da canção.